# Hustler's Ambition
«Hustler's Ambition» — перший сингл американського репера 50 Cent із саундтреку фільму «Розбагатій або помри». Як семпл (грає на початку) використано соул-композицію «I Need You» у виконанні Френкі Беверлі та Maze. У треці репер розповідає про свій шлях до багатства й слави, що відображає досвід персонажа, котрого 50 Cent грає у стрічці.
Пісня отримала загалом позитивні відгуки від музичних критиків. На думку декого з них трек сильно відрізняється від музики записаної на початку кар'єри виконавця. Композиція є британським бонус-треком на Curtis.

## Передісторія та запис
Наприкінці 2003 після комерційного успіху дебютного студійного альбому Get Rich or Die Tryin' президент Interscope Records Джиммі Йовін заявив, що 50 Cent готовий для створення фільмів. Плани щодо зйомок стрічки оголосили наступного року. 50 Cent сказав, що він напише сценарій до свого першого фільму, напівавтобіографічної роботи, заснованої на досвіді із власного важкого дитинства, а режисером стане оскароносний Джим Шерідан. Початкову назву «Locked and Loaded» пізніше змінили на «Розбагатій або помри». Фільм з'явився на екранах кінотеатрів у 2005 й отримав здебільшого неоднозначні оцінки від критиків.
«Hustler's Ambition» повністю написана репером під час перерви у зйомках «Розбагатій або помри» у своєму трейлері на знімальному майданчику. Назва пісні мала збігатися з фільмом, робочою назвою котрого на той час була «Hustler's Ambition». Проте майбутній вихід стрічки «Hustle & Flow» з участю Терренса Говарда, також зіграв у «Розбагатій або помри», змусив Фіфті змінити назву фільму.
Інструментал засновано на «міцному басу», бек-вокал гармонійно доповнює голос репера. Описано швидке сходження до слави протягом двох попередніх років та впевненість у своїй перевазі над іншими артистами: «Look at me, this is the life I chose/Niggaz around me so cold, man my heart done froze… I'm just triple beam, dreamin/niggaz be, schemin».

## Відеокліп
Режисер: Ентоні Мендлер. Відео починається закадровим монологом 50 Cent, в якому пояснюються труднощі, з котрими часто мають справу мешканці бідних районів. Репер з'являється на складі зі звукозаписувальним обладнанням, проходячи повз кількох чоловіків. Кадри пересування складом чергуються з виконанням «Hustler's Ambition» з мікрофоном. Присутня сцена боксування груші в кімнаті та підняття гантелей, 50 Cent готується до майбутнього боксерського поєдинку.
Камео: Olivia (на складі, коли репер співає в мікрофон). Прибувши на матч, він спостерігає за поєдинком з балкона й впізнає у натовпі чоловіка, котрого раніше бачив біля складу: 50 Cent покидає приміщення, показано кінцівку бою та як репер крокує вулицею.

## Список пісень
- Цифрове завантаження (США)[6]

1. «Hustler's Ambition» — 3:58
2. «Hustler's Ambition» (Clean Version) — 3:58

- CD-сингл (Німеччина)[7]

1. «Hustler's Ambition» — 3:58
2. «In da Club» (Live Glasgow Version) — 3:06
3. «P.I.M.P.» (Live Glasgow Version) — 2:42
4. «Hustler's Ambition» (UK Edit Version) (Video) — 4:55

## Учасники
- B-Money «B$» — продюсер
- Кай Міллер — звукорежисер
- Пет Віала — зведення
- Браян «Big Bass» Ґарднер — мастеринг
- Записано на G-Unit Studios, Нью-Йорк.

## Чартові позиції
У США окремок уперше дебютував на 4-ій сходинці US Bubbling Under R&B/Hip-Hop Singles у тиждень 22 жовтня 2005 та 22-му місці US Bubbling Under Hot 100 Singles наступного тижня. Він також посів 73-тю позицію US Billboard Hot 100 у чарті за 5 листопада, пізніше піднявшись на 65-те місце.
| Чарт (2005–2006)                          | Найвища позиція |
| ----------------------------------------- | --------------- |
| Австралія (ARIA)                          | 23              |
| Австрія (Ö3 Austria Top 75)               | 41              |
| Бельгія (Ultratop Wallonia)               | 25              |
| Бельгія (Ultratop Flanders)               | 39              |
| Велика Британія (Official Charts Company) | 13              |
| Ірландія (IRMA)                           | 11              |
| Нідерланди (Mega Single Top 100)          | 40              |
| Німеччина (Media Control AG)              | 22              |
| Нова Зеландія (RIANZ)                     | 17              |
| США (Billboard Hot 100)                   | 65              |
| США (Hot R&B/Hip-Hop Songs) (Billboard)   | 64              |
| US Pop 100 (Billboard)                    | 49              |
| Швейцарія (Media Control AG)              | 10              |

## Історія виходу
| Країна          | Дата           | Формат              | Лейбл              |
| --------------- | -------------- | ------------------- | ------------------ |
| США             | 11 жовтня 2005 | Завантаження музики | Interscope Records |
| Велика Британія | 7 січня 2006   | Завантаження музики | Interscope Records |
| Велика Британія | 30 січня 2006  | CD-сингл            | Interscope Records |
| Велика Британія | 30 січня 2006  | Вінил               | Interscope Records |
| США             | 7 лютого 2006  | CD-сингл            | Interscope Records |
| Німеччина       | 10 лютого 2006 | CD-сингл            | Interscope Records |